# (3161) Beadell
(3161) Beadell es un asteroide perteneciente al cinturón de asteroides, descubierto el 9 de octubre de 1980 por Carolyn Shoemaker desde el Observatorio del Monte Palomar, Estados Unidos.

## Designación y nombre
Designado provisionalmente como 1980 TB5. Fue nombrado Beadell en honor al explorador australiano Len Beadell.